# Rosa Bonheur (inslagkrater)
Rosa Bonheur is een inslagkrater op Venus. Rosa Bonheur werd in 1994 genoemd naar de Frans kunstschilderes Rosa Bonheur (1822-1899).
De krater heeft een diameter van 104 kilometer en bevindt zich in het quadrangle Devana Chasma (V-29).